# Любава (пишущая машинка)

«Любава» — портативная механическая пишущая машинка, предназначенная для печати текстовых, цифровых и табличных материалов индивидуальными потребителями, а также в учреждениях и на предприятиях с небольшим объёмом машинописных работ, где применение больших канцелярских машин нецелесообразно. Машинка поставлялась в пластмассовой крышке-футляре (модель ПП-215-01), или пластмассовом чемодане (модель ПП-305-01). С 1983 года по 2002 год серийно производилась на Рязанском заводе счётно-аналитических машин по лицензии, приобретённой у немецкого предприятия Robotron на машинки Erika 105 / Erika 127. Выпускалась в двух модификациях (ПП-215-01 и ПП-305-01), различающихся шириной каретки. Также встречается иное оформление корпуса, так называемый «тазик»: "Любава" или "Ока-215" - лицензионные копии машин "Erika" 115. "Тазики" - "Любава" и "Ока-215", были единственными моделями, которые имели футляр, идентичный оригиналу.

### Общие сведения
Пишущая машина «Любава» выпускалась в течение 19 лет в СССР, а затем и в России, в двух модификациях, различающихся длиной каретки — ПП-215-01 (длина печатаемой строки 225 мм) и ПП-305-01 (длина печатаемой строки 305 мм).
Производство машины «Любава» началось в СССР в 1983 году, как лицензионная копия портативной «Эрики» (Erika 105/127/115), выпускаемой в ГДР комбинатом «Роботрон» (VEB Kombinat Robotron) и экспортируемой в СССР. 
Машины выпускались на Рязанском заводе счетно-аналитических машин.
В советское время «Любава» была одной из самых распространённых и доступных по цене портативных пишущих машин. Цена «Любавы» составляла 180 (модель ПП-215-01) и 190 (модель ПП-305-01) советских рублей, а цена «Эрики» — от 280 до 320 советских рублей (в зависимости от модели).
«Любава», как клон «Эрики», была самой известной и доступной, ничуть не хуже по качеству. Она спокойно пережила 90-е годы а последние модели датируются 2002 годом, именно поэтому она самая распространённая в России. 

### Технические данные
Количество клавиш: 44
Длина печатаемой строки: 225 мм (у модели ПП-215-01) или 305 мм (у модели ПП-305-01)
Шаг по строке: 2,6 мм
Межстрочные интервалы: 4,25 мм (единичный), 6,37 мм (полуторный) и 8,5 мм (двойной)
Диаметр бумагоотпорного вала: 32,3 мм
Количество получаемых чётких копий печатаемого текста через копирку: 3
Ширина ленты красящей: 13 мм
Вес машины: 5,2 кг (модель ПП-215-01) и 5,7 кг (модель ПП-305-01)
Габариты машины: (длина × ширина × высота): 340 × 335 × 130 мм (модель ПП-215-01) и 340 × 440 × 135 мм (модель ПП-305-01).
Шрифт машины:
С 1983 по 1985 год маркировки 73/2, единица стандартная, римская; с 1987 по 1990 маркировка 73/28, единица заменена на обычную; с 1991 по 2002 шрифты устанавливаются в разброс, встречается как маркировка 73/28, так и новая ПП САМ, в новом шрифте изменения вновь коснулись единицы. 

## Корпус
Корпус пишущей машинки выполнен из пластмассы. Дно чёрное, или голубого цвета у модели ПП-215-01 сплошное, у модели ПП-305-01 под машиной практически отсутствует. Верхняя часть корпуса имеет обтекаемую форму, сверху внутренности машины - литерная корзина и механизм ленты со стойкам для катушек защищены от внешних воздействий легкосъемной крышкой, которая снимается для замены красящей ленты, чистки или смазки механизма.

## Органы управления

### Клавиатура

Пример текста

Клавиатура пишущей машинки выполнена по 45-клавишной схеме:
- 32 клавиши с символами русского алфавита (кроме буквы «ё»), расположенных в соответствии с раскладкой ЙЦУКЕН. Машина Любава также выпускалась с англоязычной клавиатурой;
- 12 клавиш с цифрами, знаками препинания и иными спецсимволами.

6 функциональных клавиш и 2 рычага управления:
- две клавиши перевода регистра. Для печати заглавных букв, цифр а также спецсимволов ("=", "+");
- клавиша замка регистра, расположенная в левой части клавиатуры, фиксирует литерную корзину в верхнем положении (для снятия блокировки следует нажать на клавишу перевода регистра);
- клавиша пропуска границы поля: поскольку конструкция пишущей машинки позволяет с помощью ползунков полеустановителя задать границы поля, выход за которые при печати невозможен (передвижение каретки строго до установленных отметок на бумагоприжимной штанге с ролиуками). Эта клавиша позволяет снять на время это ограничение;
- клавиша обратного шага каретки;
- клавиша табулятора с комбинированным рычагом установки-гашения стопсов. Табулятор позволяет создавать числовые и буквенные таблицы.
- клавиша пробела с функцией повтора (для активации функции повтора, необходимо зажать клавишу до упора).
- селектор цвета на 3 позиции ленты (верхняя, средняя, нижняя) и холостой ход. На машине Любава предусмотрена печать на двуцветной ленте, для чего и служит селектор цвета. Также при заправленной чёрной ленте, селектор цвета позволяет использовать ленту в полном объёме.

### Рычаги управления

- селектор интервала, на 3 позиции интервала (1, 1,5, 2 шага по строке), крайнее положение (от себя) интервал выключает (для печати на формулярах) ;
- интервальная ручка. Нажатие на неё сначала вызывает прокрутки бумагоопорного вала каретки каретки на заданное количество строк, а затем перемещение всей каретки к началу строки, заданному установителем полей, со взводом пружины механизма перемещения каретки;
- рычаг освобождения каретки, при нажатии позволяющий произвольно перемещать каретку вручную;
- рычаг освобождения бумаги, отводящий прижимные ролики от барабана и тем самым позволяющий быстро извлечь бумагу из каретки, не вращая при этом бумагоопорный вал каретки;
- регулятор силы удара (расположен под верхней крышкой машины справа в углу), позволяющий установить силу удара литерных рычагов по бумаге в зависимости от требуемого количества копий через копировальную бумагу. Также  обеспечивает высокую (при положении от себя) или низкую скорость печати (при положении на себя).

## Механизм и принцип действия

Механизм машинки. Видны концы литерных рычагов с литерами и катушки с красящей лентой.

Печать производится ударным способом — однако, в отличие от матричных принтеров, являющихся знакосинтезирующими, пишущая машинка является литерным печатающим устройством, то есть набор воспроизводимых ею символов ограничен имеющимися на литерных рычагах начертаниями.
Каждое нажатие на алфавитно-цифровую клавишу вызывает выполнение ряда действий:
- лентоподающий механизм приподнимает красящую ленту (обычно находящуюся в опущенном положении для обеспечения обзора печатаемого текста) в рабочее положение;
- рычаг с соответствующей литерой наносит удар по бумаге через приподнявшуюся красящую ленту;
- после нанесения удара красящая лента опускается обратно в нерабочее положение;
- ленточный механизм производит проворот приёмной катушки с красящей лентой на один шаг;
- освобождается храповик каретки, что позволяет каретке вместе с листом бумаги переместиться на одно знакоместо шаг влево под действием взведённой при переводе строки пружины, тем самым подготавливая место для печати следующего символа.

Таким образом, каждое нажатие клавиши приводит в действие целый ряд механизмов, единственным источником энергии для которых является мускульная сила осуществляющего печать человека, в связи с чем тщательный уход за механизмами печатающей машинки, её своевременная чистка и смазка являются необходимыми условиями для комфортной работы.

### Литерные рычаги
Пишущая машинка «Любава» имеет рычажно-сегментную конструкцию; отпечаток на бумаге, укрепленной на бумагоопорном валике, получается в результате удара литерного рычага, расположенного в шлицах сегмента. Сегмент представляет собой массивную металлическую деталь с расположенными дугообразно прорезями (шлицами), в которых располагаются литерные рычаги. Удар наносится нижней частью расположенных на их концах литер, вызывая отпечатывание строчной буквы или знака препинания. Сегмент с литерными рычагами может быть целиком смещён вниз при помощи клавиши перевода регистра, в результате чего в контакт с красящей лентой и бумагой при ударе начинает входить уже верхняя часть литеры, на которой нанесена соответствующая нажатой клавише заглавная буква или цифра.

### Механизм подачи красящей ленты
Катушки с красящей лентой расположены внутри машинки. Каждое нажатие алфавитно-цифровых клавиш вызывает смещение ленты на одну позицию, таким образом подставляя под удар печатного рычага её свежий участок. Концы ленты прочно закрепляются на катушках (известен ряд конструкций катушек, в частности, с прижимной пластиной либо с крючком, на который насаживается лента); благодаря этому лента, полностью смотавшись с подающей катушки, натягивается и, оказывая давление на рычажок переводчика, смещает его, тем самым переключая направление вращения катушек на противоположное, в результате чего катушки меняются ролями: подающая становится приёмной, и наоборот.

### Каретка

Каретки машинок ПП-215-01 и ПП-305-01 обеспечивают закрепление листов бумаги формата А4 (210×297) и A3 (297×420 мм) соответственно. Печать возможна на бумаге различных плотностей; единственным ограничение накладывается лишь гибкостью бумаги, которая должна быть достаточной для надёжного охвата барабана.
Ширина бумаги ограничена лишь шириной барабана. Максимальная длина бумаги конструктивно не ограничена, в то время как её минимально возможная длина составляет около 45 мм, что определяется расстоянием от прижимных роликов до области печати.
На каретке расположен пюпитр, линейка, прижимные ролики, строкоустановитель, ручка бумагоопорного вала (перемещает лист по вертикали, по щелчкам в полстроки или плавно), ползуны полеустановителя (указывают правый и левый отступы) и рычаги.
Начиная работу с пишущей машинкой, каретку вручную переводят в крайнее правое положение, определяемое левым ограничителем поля, тем самым взводя пружину механизма перемещения каретки. В дальнейшем в процессе печати нажатие на любую алфавитно-цифровую клавишу вызывает перемещение каретки силой взведённой пружины на одно знакоместо влево немедленно после отпечатывания требуемого символа; такое же перемещение происходит при нажатии на клавишу пробела.
При нажатии клавиши табулятора механизм удержания каретки освобождается, и увлекаемая пружиной каретка свободно движется влево до тех пор, пока её движение не будет прервано взведённой пластиной табулятора, что обеспечивает перевод каретки в одну из заранее заданных горизонтальных позиций вне зависимости от её исходного положения.
При необходимости вручную переместить каретку используется рычаг прогона каретки, который освобождает механизм удержания каретки и механизм табулятора, что позволяет свободно передвинуть её в любую желаемую позицию.

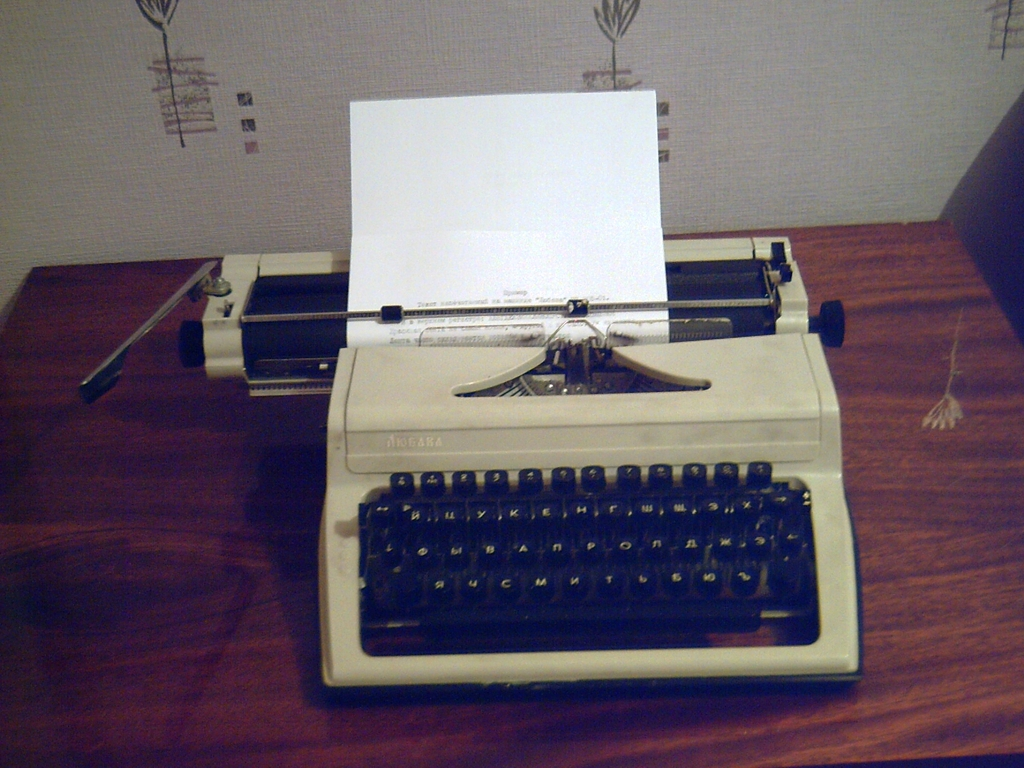

Когда каретка достигает седьмого символа от правого края листа (то есть до правого ползуна полеустановителя), пользователь оповещается о приближении к границе строки звуковым сигналом (звонком).
При транспортировке каретка закрепляется специальной защёлкой.